# Viladecans
Viladecans – gmina w Hiszpanii, w prowincji Barcelona, w Katalonii, o powierzchni 20,06 km². W 2011 roku gmina liczyła 65 188 mieszkańców. Położona jest pomiędzy Sant Boi de Llobregat i Sant Climent de Llobregat, i leży na wybrzeżu Morza Śródziemnego między El Prat de Llobregat i Gavà.